# Подберезы (Кировская область)
Подберезы — деревня в Слободском районе Кировской области в составе Шиховского сельского поселения.

## География
Находится на расстоянии примерно 6 км на северо-восток от Нового моста через Вятку в городе Киров. 

## История
Известна с 1670 года как починок Левинский с 1 двором (позже Левкинский), в 1764 году с 19 жителями, входила в вотчины Вятского архиерея. В 1873 починок Левкинский или Подберезы, где дворов 11 и жителей 74, в 1905 19 и 99, в 1926 32 и 160, в 1950 29 и 97. В 1989 оставалось 5 жителей. Настоящее название утвердилось с 1939 года. За последние годы деревня значительно выросла за счет индивидуального жилищного строительства, в рамках которого построено несколько десятков частных домов.

## Население
Постоянное население  составляло 8 человек (русские 92%) в 2002 году, 12 в 2010.